# Agraulis hewlettae
Agraulis hewlettae är en fjärilsart som beskrevs av Gunder 1930. Agraulis hewlettae ingår i släktet Agraulis och familjen praktfjärilar. Inga underarter finns listade i Catalogue of Life.